# Védrines-Saint-Loup
Védrines-Saint-Loup är en kommun i departementet Cantal i regionen Auvergne-Rhône-Alpes i mitten av Frankrike. Kommunen ligger  i kantonen Ruynes-en-Margeride som ligger i arrondissementet Saint-Flour. År 2022 hade Védrines-Saint-Loup 120 invånare.

## Befolkningsutveckling
Antalet invånare i kommunen Védrines-Saint-Loup
Referens:INSEE